# Capenhurst

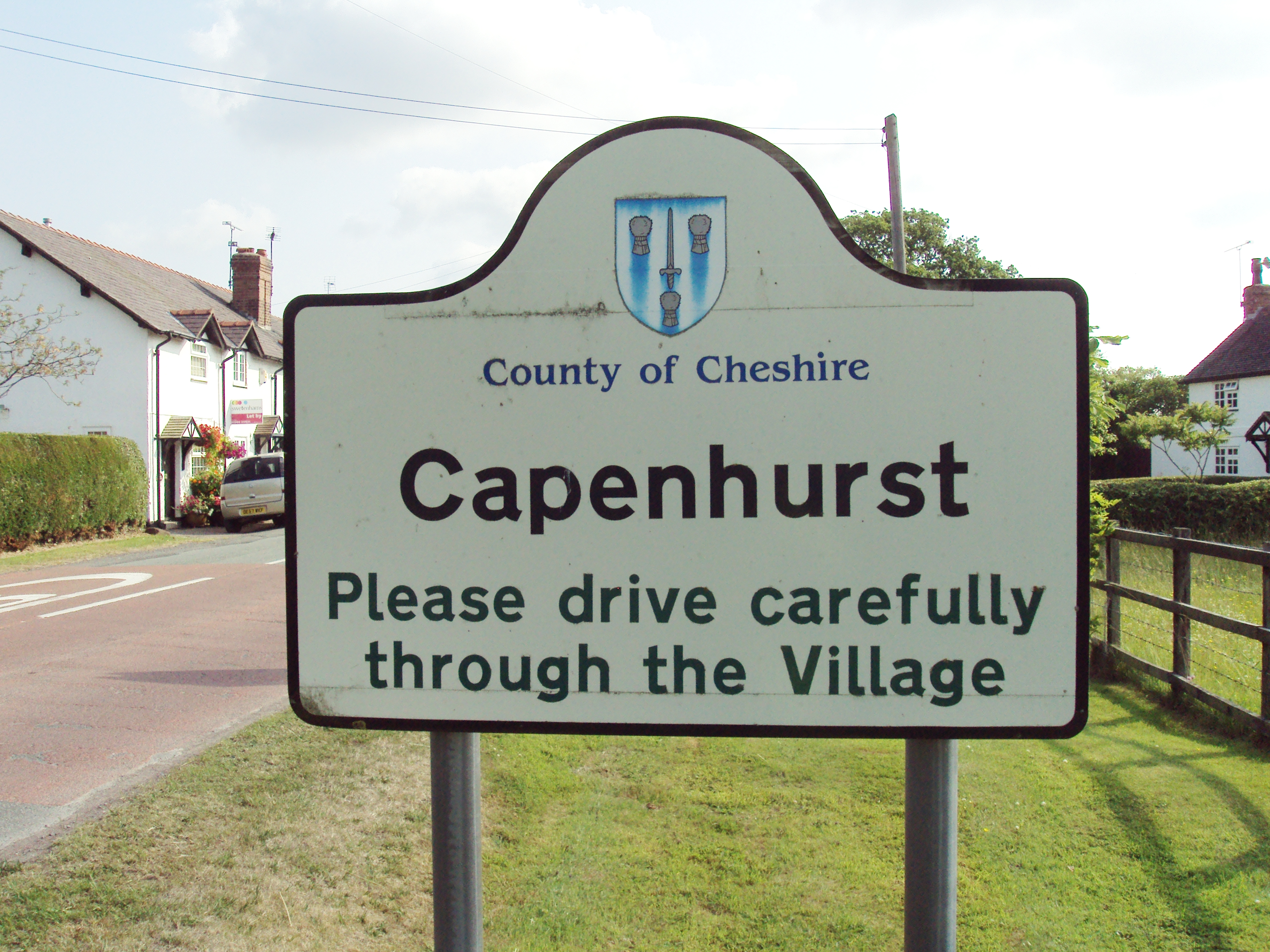
Panneau à l'entrée du village.

Capenhurst est un village et une paroisse civile du Cheshire, en Angleterre. Il est situé sur la péninsule de Wirral, au sud-ouest de la ville de Ellesmere Port.
D'après le recensement de 2001, le village est habité par 237 personnes. Le village de Capenhurst possède une gare ferroviaire sur la ligne Wirral de Merseyrail. Les équipes amateurs de football, rugby et cricket partagent les terrains et la salle de sport de Capenhurst.

## Usine d'enrichissement de l'uranium d'Urenco

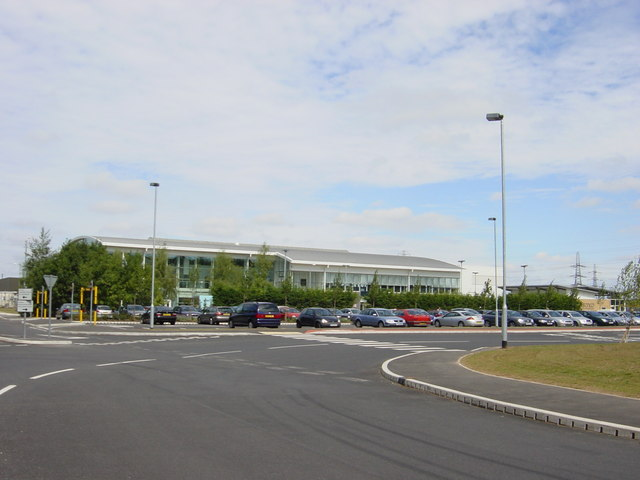
Capenhurst Technology Park.

À proximité du village, une usine d'enrichissement de l'uranium par centrifugation gazeuse du groupe industriel du nucléaire Urenco est active depuis 1973. Le parc technologique de Capenhurst héberge aussi l'entreprise EA Technology, née de la privatisation en 1980 des activités du Electricity Council Research Centre (ECRC), lui-même créé en 1966 à Capenhurst.
Une usine d'enrichissement par diffusion gazeuse avait été construite au début des années 1950. Comme l'usine américaine K-25 du Laboratoire national d'Oak Ridge, Capenhurst est construite à l'origine pour produire de l'uranium hautement enrichi pouvant servir à des bombes atomiques. Dans les années 1960, l'usine est modifiée pour produire de l'uranium faiblement enrichi pouvant alimenter des centrales électronucléaires. En 2005, cette usine est totalement démantelée : les bâtiments ont été démolis et 160 000 tonnes de métal et de béton ont été enlevées,. Le démantélement a été compliqué par la présence de radionucléides, en particulier du technétium 99 et du neptunium 237, suite à l'enrichissement d'uranium de retraitement. 